# Persone di cognome Manfredi
| Questa pagina contiene informazioni ricavate automaticamente dalle voci biografiche con l'ausilio del template Bio e di un bot. L'aggiornamento è periodico e automatico e ricostruisce completamente la pagina. Se manca una persona in questa lista, sei pregato di non aggiungerla, ma accertati piuttosto che la sua voce biografica contenga il template Bio e che i dati anagrafici siano correttamente compilati. Se il template Bio manca, inseriscilo tu stesso o, in alternativa, metti l'avviso {{tmp\|Bio}} che ne segnala la mancanza. Se i dati riportati sono sbagliati, correggi direttamente la voce biografica; le modifiche saranno visibili in questa lista entro pochi giorni. Per chiarimenti vedi il progetto antroponimi. La lista contiene solo le 63 persone che sono citate nell'enciclopedia e per le quali è stato implementato correttamente il template Bio. Pagina aggiornata al 8 mar 2025. |

Questa è una lista di persone presenti nell'enciclopedia che hanno il cognome Manfredi, suddivise per attività principale.

## Architetti(1)
- Manfredo Manfredi, architetto italiano (Piacenza, n. 1859 - Roma, † 1927)

## Attori(1)
- Nino Manfredi, attore, regista e sceneggiatore italiano (Castro dei Volsci, n. 1921 - Roma, † 2004)

## Attrici(1)
- Roberta Manfredi, attrice, produttrice televisiva e conduttrice televisiva italiana (Roma, n. 1956)

## Calciatori(4)
- Emilio Manfredi, calciatore italiano (Cella Dati, n. 1899)
- Giuliano Manfredi, ex calciatore italiano (Reggio nell'Emilia, n. 1952)
- Mario Manfredi, calciatore italiano (Armeno, n. 1910 - Omegna, † 1978)
- Néstor Manfredi, ex calciatore argentino (Rosario, n. 1942)

## Cantautori(2)
- Gianfranco Manfredi, cantautore, scrittore e sceneggiatore italiano (Senigallia, n. 1948 - Milano, † 2025)
- Max Manfredi, cantautore italiano (Genova, n. 1956)

## Compositori(1)
- Filippo Manfredi, compositore e violinista italiano (Lucca, n. 1731 - Lucca, † 1777)

## Condottieri(9)
- Astorre I Manfredi, condottiero italiano (Faenza - Faenza, † 1405)
- Alberghettino II Manfredi, condottiero italiano (Bologna, † 1329)
- Astorre II Manfredi, condottiero e politico italiano (Faenza, n. 1412 - † 1468)
- Astorre IV Manfredi, condottiero italiano (Faenza, n. 1470 - Venezia, † 1509)
- Galeotto Manfredi, condottiero italiano (n. 1440 - † 1488)
- Gian Galeazzo Manfredi, condottiero italiano (Faenza - Faenza, † 1417)
- Gian Galeazzo II Manfredi, condottiero italiano (Faenza, n. 1418 - † 1465)
- Giovanni Manfredi, condottiero italiano (Imola, n. 1324 - Pistoia, † 1373)
- Ricciardo Manfredi, condottiero italiano (Faenza, † 1340)

## Doppiatori(2)
- Fabrizio Manfredi, doppiatore, dialoghista e direttore del doppiaggio italiano (Roma, n. 1967)
- Massimiliano Manfredi, doppiatore, direttore del doppiaggio e dialoghista italiano (Roma, n. 1969)

## Drammaturghe(1)
- Francesca Manfredi, drammaturga e scrittrice italiana (Reggio nell'Emilia, n. 1988)

## Driver ippici(1)
- Mario Manfredi, driver italiano (Mantova, n. 1924 - Guidizzolo, † 1961)

## Filosofi(1)
- Girolamo Manfredi, filosofo, medico e astrologo italiano (Bologna, n. 1430 - Bologna, † 1493)

## Funzionari(1)
- Giambattista Manfredi, funzionario e presbitero italiano (Napoli, n. 1758 - † 1842)

## Imprenditori(1)
- Matteo Manfredi, imprenditore italiano (Pavia, n. 1979)

## Mafiosi(1)
- Pasquale Manfredi, mafioso italiano (Isola di Capo Rizzuto, n. 1977)

## Magistrati(1)
- Giuseppe Manfredi, magistrato, politico e patriota italiano (Cortemaggiore, n. 1828 - Roma, † 1918)

## Matematici(3)
- Bartolomeo Manfredi, matematico e astronomo italiano (Mantova - Mantova, † 1478)
- Eustachio Manfredi, matematico, astronomo e poeta italiano (Bologna, n. 1674 - Bologna, † 1739)
- Gabriele Manfredi, matematico italiano (Bologna, n. 1681 - Bologna, † 1761)

## Mercenari(1)
- Guidaccio Manfredi, mercenario italiano (Imola - † 1499)

## Militari(1)
- Luigi Manfredi, militare italiano (Sant'Ilario Ligure, n. 1896 - Campagna italiana di Russia, † 1943)

## Nobildonne(2)
- Elisabetta Manfredi, nobildonna italiana (n. 1443 - Faenza, † 1469)
- Zaffira Manfredi, nobildonna (n. 1449 - Forlì, † 1473)

## Nobili(5)
- Alberghetto Manfredi, nobile italiano (n. 1222 - Imola, † 1275)
- Barbara Manfredi, nobile (Faenza, n. 1444 - Forlì, † 1466)
- Carlo II Manfredi, nobile (Faenza, n. 1439 - Rimini, † 1484)
- Francesco I Manfredi, nobile italiano (Faenza, † 1343)
- Guidantonio Manfredi, nobile italiano (Faenza, n. 1407 - Bagni di Petriolo, † 1448)

## Piloti motociclistici(1)
- Kevin Manfredi, pilota motociclistico italiano (Sarzana, n. 1995)

## Pittori(3)
- Alberto Manfredi, pittore e incisore italiano (Reggio Emilia, n. 1930 - Reggio Emilia, † 2001)
- Bartolomeo Manfredi, pittore italiano (Ostiano, n. 1582 - Roma, † 1622)
- Domenico Manfredi, pittore italiano (Lucca)

## Poeti(1)
- Muzio Manfredi, poeta e commediografo italiano (Cesena - Roma, † 1609)

## Politici(9)
- Astorre III Manfredi, politico (Faenza, n. 1485 - Roma, † 1502)
- Ermenegildo Manfredi, politico italiano (Massa, n. 1942 - Massa, † 1993)
- Felice Manfredi, politico italiano (Milano, n. 1819 - Angera, † 1895)
- Gaetano Manfredi, politico e ingegnere italiano (Ottaviano, n. 1964)
- Giuseppe Manfredi, politico italiano (Fossano, n. 1926 - † 2005)
- Manfredo Manfredi, politico italiano (Pieve di Teco, n. 1928 - Imperia, † 2013)
- Mario Manfredi, politico italiano (Matera, n. 1943 - Bari, † 2025)
- Massimiliano Manfredi, politico italiano (San Paolo Bel Sito, n. 1973)
- Pico de' Manfredi, politico italiano

## Registi(2)
- Luca Manfredi, regista e sceneggiatore italiano (Roma, n. 1958)
- Manfredo Manfredi, regista, scenografo e pittore italiano (Palermo, n. 1934)

## Rugbisti a 15(1)
- Marco Manfredi, rugbista a 15 italiano (Friburgo in Brisgovia, n. 1997)

## Sceneggiatori(1)
- Matt Manfredi, sceneggiatore statunitense (Rancho Palos Verdes)

## Scrittori(1)
- Valerio Massimo Manfredi, scrittore, storico e archeologo italiano (Piumazzo, n. 1943)

## Umanisti(1)
- Lelio Manfredi, umanista e scrittore italiano (Mantova, † 1528)

## Vescovi cattolici(1)
- Federico Manfredi, vescovo cattolico italiano (Faenza - Rimini, † 1484)

## Senza attività specificata(2)
- Frate Alberigo, italiano (Faenza - Ravenna)
- Taddeo Manfredi, conte (n. 1431)